# Mais qui a tué Pamela Rose ? (film)
Pour les articles homonymes, voir Mais qui a tué Pamela Rose ?.
Série
Mais qui a re-tué Pamela Rose ?
(2012)
Pour plus de détails, voir Fiche technique et Distribution.
Mais qui a tué Pamela Rose ? est un film français réalisé par Éric Lartigau et sorti en 2003.

## Synopsis
Une strip-teaseuse nommée Pamela Rose est retrouvée assassinée dans une chambre d'hôtel de Bornsville. Deux agents du FBI, Richard Bullit et Douglas Riper, sont chargés de mener l'enquête. Ils se heurtent au shérif Doug Marley, décidé à ne pas coopérer avec eux.
Différents indices sur la scène du crime mènent à Thomas Filbee, un ami handicapé mental de la victime. Mais la meilleure amie de Pamela, Ginger Norwell, ne croit pas à sa culpabilité et les met sur la piste de l'Iguane. Les enquêteurs apprennent également que Pamela se faisait rémunérer pour participer à des soirées, mais qu'elle avait fini par se sentir menacée.
Le duo poursuit son enquête, et fait le lien entre le surnom « l'Iguane » et Phil Canon, un animateur de radio locale. Ils échappent à une tentative d'assassinat. Ginger finit par leur confier une clé que Pamela lui avait donnée. Ils découvrent alors une série de photographies des soirées auxquelles participait Pamela. L'analyse des images révèle que Canon et Marley y participaient. Ils se retrouvent confrontés d'abord à Canon qui tente de les assassiner, mais c'est lui-même qui se fait tuer. Marley est ensuite arrêté.

## Fiche technique
- Titre : Mais qui a tué Pamela Rose ?
- Réalisation : Éric Lartigau
- Scénario : Kad Merad, Olivier Baroux et Julien Rappeneau, d'après une série de sketchs diffusés initialement sur la chaîne Comédie!
- Musique : Erwann Kermorvant
- Photographie : Régis Blondeau
- Montage : Stéphane Mazalaigue
- Décors : Sylvie Olivé
- Costumes : Marie-Laure Lasson
- Production : Jean-Baptiste Dupont et Cyril Colbeau-Justin
- Sociétés de production : KL Production, LGM Cinéma, TF1 Films Production, Gaumont
- Pays d'origine :  France
- Langue originale : français (quelques répliques en italien, espagnol et anglais)
- Budget : 5 210 000 euros
- Box-office France : 931 951 entrées
- Genre : comédie policière
- Durée : 89 minutes
- Dates de sortie :
  -  France : 10 avril 2003 (Festival du film policier de Cognac) ; 4 juin 2003 (sortie nationale)

## Distribution
- Kad Merad : Richard Bullit
- Olivier Baroux : Douglas Riper
- Gérard Darmon : Phil Canon
- Jean-Paul Rouve : le shérif Doug Marley
- Bénédicte Loyen : Ginger Norwell
- Lionel Abelanski : Thomas Filbee
- Julie Bataille : Pamela Rose
- Manuel Le Lièvre : Luke Ribisi
- Greg Germain : Johnson
- François Cluzet : Gibson
- Alain Chabat : Peter Mc Gray, le chanteur de country
- Jean-Noël Brouté : le médecin légiste
- Florence Muller : Assistante légiste
- Marina Foïs : la cliente de la pharmacie
- Catherine Rethi : la mère de Phil Canon
- Virginie Ledoyen : la femme de ménage espagnole (non créditée au générique)
- Jean-Claude Leguay : le chef démineur
- Xavier Letourneur : Donuts patron FBI
- Joseph Malerba : le pharmacien
- Astou Vedel : un agent du FBI
- Jacques Frantz : le narrateur du générique de fin
- Laurent Lafitte : un ambulancier italien
- Thierry Frémont : Mike (coupé au montage)
- José Exposito : le routier aux Ray Ban
- Michel Gondoin : Dan Nuggets (non crédité)

## Production

### Tournage
Cette parodie de film policier américain a été entièrement tournée en France et en français alors que l'histoire se passe aux États-Unis.
Le tournage a eu lieu en partie :
- Seine-et-Marne
  - Champs-sur-Marne
- Seine-Saint-Denis
  - Espaces d’Abraxas à Noisy-le-Grand
  - Champcueil dans l'Essonne
- Hauts-de-Seine
  - La Défense
- Paris
  - Cité universitaire internationale

## Analyse